# Saison 1 de Dancing with the Stars
Vous pouvez aider à l'améliorer ou bien discuter des problèmes sur sa page de discussion.
- Il n'est pas vérifiable et peut contenir des informations totalement erronées. Il est fortement conseillé aux contributeurs d'étayer son contenu par des sources fiables. Sans cela, sa suppression pourrait être envisagée. (si vous venez d'apposer le bandeau, veuillez cliquer sur ce lien pour créer la discussion et en afficher les indications). (Marqué depuis avril 2025)
- Il peut contenir un travail inédit ou des déclarations non vérifiées. Vous pouvez l’améliorer en ajoutant des références. (Marqué depuis janvier 2024)

- Archive Wikiwix
- Bing
- Cairn
- DuckDuckGo
- E. Universalis
- Gallica
- Google
- G. Books
- G. News
- G. Scholar
- Persée
- Qwant
- (zh) Baidu
- (ru) Yandex
- (wd) trouver des œuvres sur Wikidata

Vous pouvez aider à l'améliorer ou bien discuter des problèmes sur sa page de discussion.
- Il ne cite pas suffisamment ses sources. Vous pouvez indiquer les passages à sourcer avec {{référence nécessaire}} ou {{Référence souhaitée}}, et inclure les références utiles en les liant aux notes de bas de page. (Marqué depuis avril 2025)
- Certaines de ses couleurs nuisent à son accessibilité et ne respectent pas la charte graphique. Les couleurs ne sont pas interdites, mais il est conseillé d'en faire un usage modéré qui respecte les normes d'accessibilité. (Marqué depuis avril 2025)
- Son texte doit être wikifié : il ne correspond pas à la mise en forme Wikipédia (style, typographie, liens internes, liens entre les wikis, etc.). (Marqué depuis avril 2025)

- Archive Wikiwix
- Bing
- Cairn
- DuckDuckGo
- E. Universalis
- Gallica
- Google
- G. Books
- G. News
- G. Scholar
- Persée
- Qwant
- (zh) Baidu
- (ru) Yandex
- (wd) trouver des œuvres sur Wikidata

La première saison de Dancing with the Stars, émission américaine de télé réalité musicale, est commencé le 1er juin 2005 sur le réseau ABC. Cette émission est animée par Tom Bergeron et Lisa Canning.
Le chanteur Joey McIntyre est arrivé en troisième position, suivi de l'acteur John O'Hurley en seconde position.
La victoire est revenue a l'actrice et mannequin Kelly Monaco.

## Participants
Pour la saison 1 de Dancing With The Stars 6 couples formés d'une star et d'un danseur professionnel s'affronteront.
| Personnalité      | Occupation                      | Partenaire          | Statut                      |
| ----------------- | ------------------------------- | ------------------- | --------------------------- |
| Kelly Monaco      | Mannequin & Actrice             | Alec Mazo           | Vainqueur le 6 juillet 2005 |
| John O'Hurley     | Acteur et Voix de Bob l'éponge  | Charlotte Jørgensen | Deuxième le 6 juillet 2005  |
| Joey McIntyre     | Chanteur                        | Ashly DelGrosso     | Troisième le 29 juin 2005   |
| Rachel Hunter     | Mannequin                       | Jonathan Roberts    | éliminé le 22 juin 2005     |
| Evander Holyfield | Boxeur Professionnel            | Edyta Sliwinska     | éliminé le 13 juin 2005     |
| Trista Sutter     | Héroïne du premier Bachelorette | Louis Van Amstel    | éliminée le 8 juin 2005     |

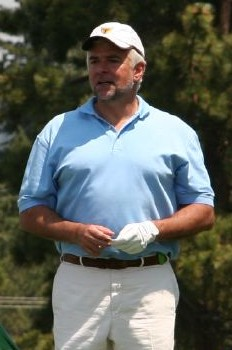
John O'Hurley
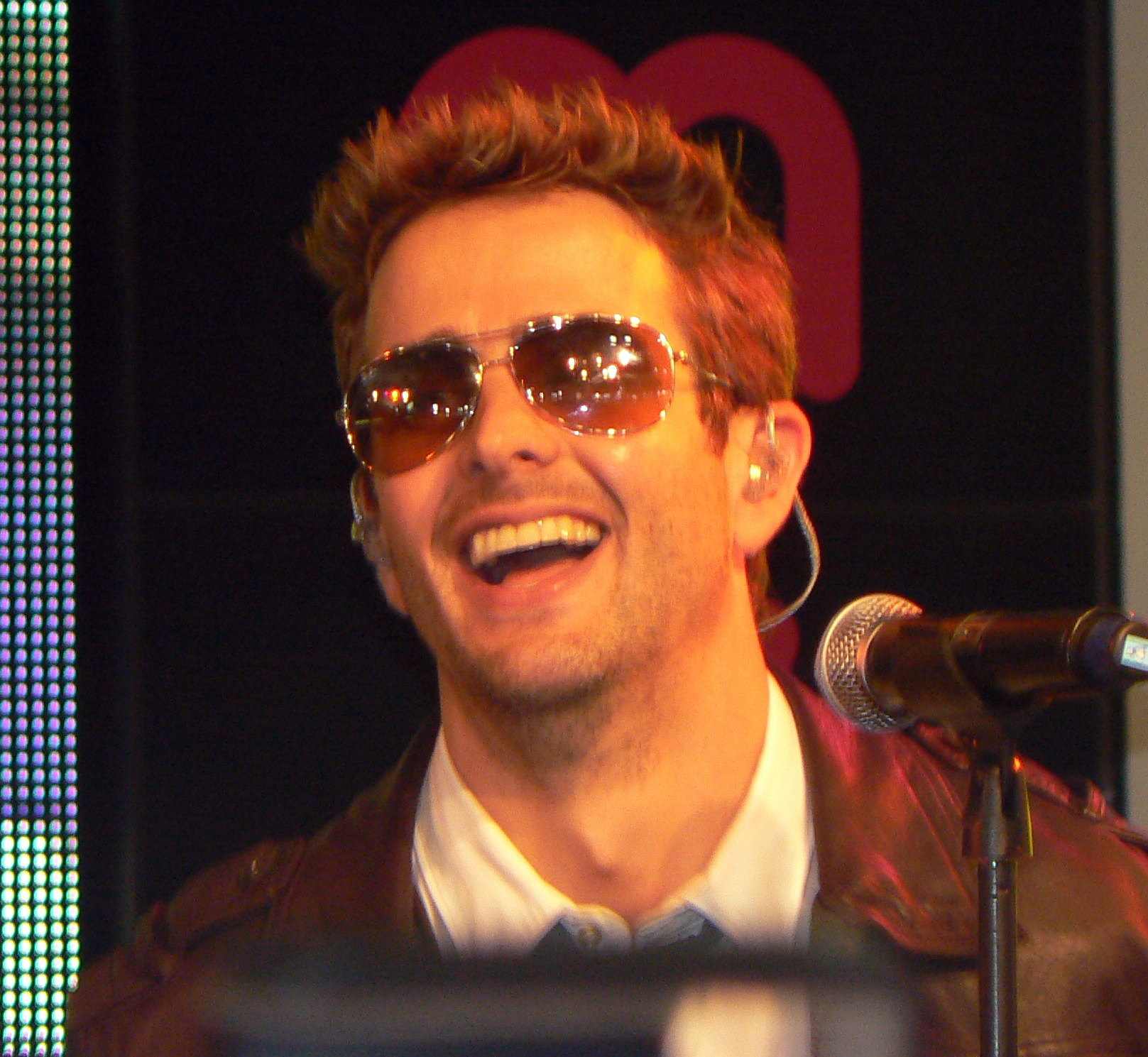
Joey McIntyre
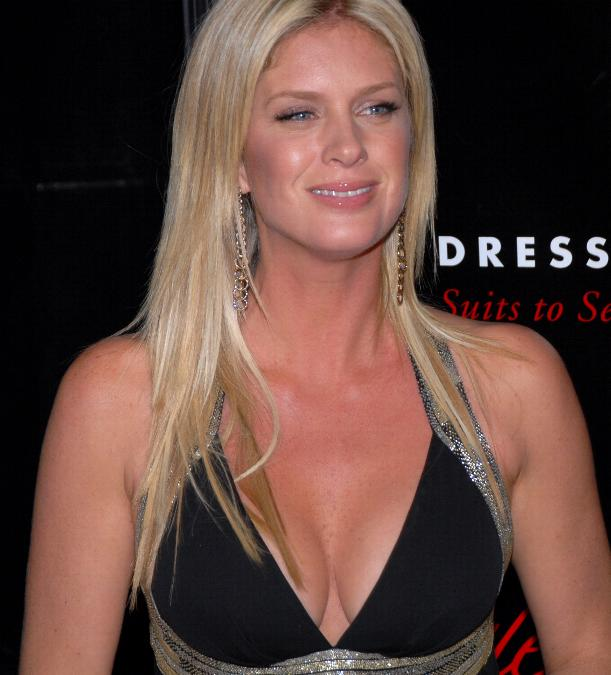
Rachel Hunter
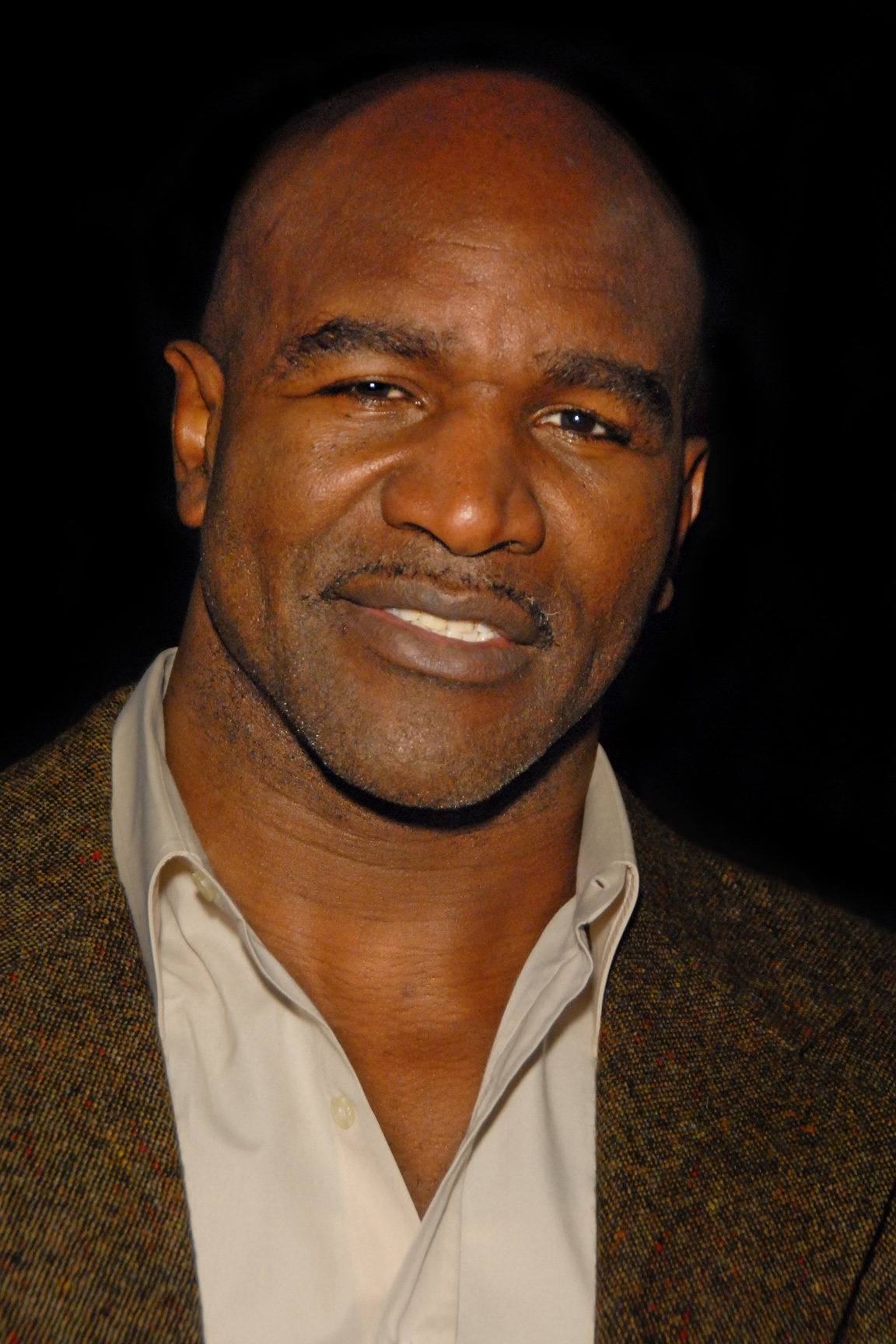
Evander Holyfield

## Score
| Couple            | Place | 1  | 2  | 1+2 | 3  | 4  | 5          | 6          |  |
| ----------------- | ----- | -- | -- | --- | -- | -- | ---------- | ---------- |  |
| Kelly & Alec      | 1     | 13 | 17 | 30  | 21 | 26 | 47 (22+25) | 55 (25+30) |  |
| John & Charlotte  | 2     | 20 | 26 | 46  | 24 | 21 | 54 (27+27) | 54 (27+27) |  |
| Joey & Ashly      | 3     | 20 | 21 | 41  | 22 | 20 | 45 (20+25) |            |  |
| Rachel & Jonathan | 4     | 20 | 24 | 44  | 26 | 25 |            |            |  |
| Evander & Edyta   | 5     | 18 | 14 | 32  | 13 |    |            |            |  |
| Trista & Louis    | 6     | 18 | 19 | 37  |    |    |            |            |  |

Nombres rouges Indique le plus bas score de la semaine.
Nombres verts Indique le plus haut score de la semaine.
 Indique le couple éliminé cet semaine.
 Indique que le couple a failli partir.
 Indique le couple gagnant.
 Indique le couple en seconde position.
 Indique le couple en troisième position.

## Moyenne
| Rang par moyenne | Classement final | Couple                                 | Total | Nombre de danses | Moyenne (sur 30) |
| ---------------- | ---------------- | -------------------------------------- | ----- | ---------------- | ---------------- |
| 1                | 2                | John O'Hurley et Charlotte Jorgensen   | 199   | 8                | 24.88            |
| 2                | 4                | Rachel Hunter et Jonathan Roberts      | 95    | 4                | 23.75            |
| 3                | 1                | Kelly Monaco et Alec Mazo              | 179   | 8                | 22.38            |
| 4                | 3                | Joey McIntyre et Ashly DelGrosso       | 128   | 6                | 21.33            |
| 5                | 6                | Trista Rehn-Sutter et Louis Van Amstel | 37    | 2                | 18.50            |
| 6                | 5                | Evander Holyfield et Edyta Sliwinska   | 45    | 3                | 15.00            |

## Semaines

### Semaine 1
Scores individuels des juges dans le tableau ci-dessous (entre parenthèses) sont énumérés dans cet ordre de gauche à droite: Carrie Ann Inaba, Len Goodman et Bruno Tonioli
Dans l'ordre chronologique des danses.
| Couple            | Score      | Style       | Musique                            |
| ----------------- | ---------- | ----------- | ---------------------------------- |
| Joey & Ashly      | 20 (7,7,6) | Cha-Cha-Cha | "Crazy in Love"—Beyoncé            |
| Rachel & Jonathan | 20 (7,6,7) | Valse       | "Three Times A Lady"—Lionel Richie |
| Evander & Edyta   | 18 (5,7,6) | Cha-Cha-Cha | "Respect"—Aretha Franklin          |
| Kelly & Alec      | 13 (5,4,4) | Valse       | "I Have Nothing"—Whitney Houston   |
| John & Charlotte  | 20 (7,7,6) | Cha-Cha-Cha | "September"—Earth, Wind & Fire     |
| Trista & Louis    | 18 (6,6,6) | Valse       | "Come Away with Me"—Norah Jones    |

### Semaine 2
| Couple            | Score      | Style     | Musique                                                        |
| ----------------- | ---------- | --------- | -------------------------------------------------------------- |
| Rachel & Jonathan | 24 (8,8,8) | Rumba     | I Don't Wanna Miss a Thing—du film Armageddon                  |
| Joey & Ashly      | 21 (8,7,6) | Quickstep | You're the One That I Want—John Travolta et Olivia Newton-John |
| Trista & Louis    | 19 (6,7,6) | Rumba     | Endless Love—Diana Ross et Lionel Richie                       |
| John & Charlotte  | 26 (8,9,9) | Quickstep | Let's Face the Music and Dance—Irving Berlin                   |
| Kelly & Alec      | 17 (5,6,6) | Rumba     | Hero—Enrique Iglesias                                          |
| Evander & Edyta   | 14 (5,4,5) | Quickstep | It Don't Mean a Thing—Duke Ellington                           |

### Semaine 3
| Couple                                                                       | Score      | Style     | Musique                                           |
| ---------------------------------------------------------------------------- | ---------- | --------- | ------------------------------------------------- |
| Evander & Edyta                                                              | 13 (4,5,4) | Jive      | "Reet Petite"—Jackie Wilson                       |
| Rachel & Jonathan                                                            | 26 (8,9,9) | Tango     | "Toxic"—Britney Spears                            |
| Kelly & Alec                                                                 | 21 (6,7,8) | Jive      | "Footloose"—Kenny Loggins                         |
| John & Charlotte                                                             | 24 (9,8,7) | Tango     | "Dance with Me"—Debelah Morgan                    |
| Joey & Ashly                                                                 | 22 (7,7,8) | Jive      | "I'm Still Standing"—Elton John                   |
| Joey & Ashly John & Charlotte Evander & Edyta Rachel & Jonathan Kelly & Alec | -          | Group Hop | "Rock Around the Clock"—Bill Haley and His Comets |

### Semaine 4
| Couple                                                       | Score      | Style           | Musique                                                     |
| ------------------------------------------------------------ | ---------- | --------------- | ----------------------------------------------------------- |
| Joey & Ashly                                                 | 20 (7,6,7) | Samba           | "Tequila"—The Champs                                        |
| Rachel & Jonathan                                            | 25 (7,9,9) | Samba           | "Soul Bossa Nova"—Quincy Jones                              |
| John & Charlotte                                             | 21 (7,8,6) | Samba           | "Just the Two of Us"—Grover Washington, Jr. et Bill Withers |
| Kelly & Alec                                                 | 26 (9,9,8) | Samba           | "Bailamos"—Enrique Iglesias                                 |
| John & Charlotte Kelly & Alec Joey & Ashly Rachel & Jonathan | N/A        | Valse viennoise | "I Got You Babe"—Sonny & Cher                               |

### Semaine 5
| Couple           | Score      | Style      | Musique                               |
| ---------------- | ---------- | ---------- | ------------------------------------- |
| John & Charlotte | 27 (9,9,9) | Foxtrot    | "Let There Be Love"—Nat King Cole     |
| John & Charlotte | 27 (9,9,9) | Paso Doble | "España Cañi"—Mexicana Aleque la-Band |
| Kelly & Alec     | 22 (8,7,7) | Foxtrot    | "Don't Know Why"—Norah Jones          |
| Kelly & Alec     | 25 (9,8,8) | Paso Doble | "Bamboleo"—Gipsy Kings                |
| Joey & Ashly     | 20 (8,6,6) | Foxtrot    | "Big Spender"—Shirley Bassey          |
| Joey & Ashly     | 25 (9,8,8) | Paso Doble | "Eye of the Tiger"—Survivor           |

### Semaine 6
| Couple           | Score         | Style     | Musique                                        |
| ---------------- | ------------- | --------- | ---------------------------------------------- |
| John & Charlotte | 27 (9,9,9)    | Quickstep | "Let's Face The Music and Dance"—Irving Berlin |
| John & Charlotte | 27 (9,9,9)    | Freestyle | "I'm So Excited"—The Pointer Sisters           |
| Kelly & Alec     | 25 (7,9,9)    | Samba     | "Bailamos"—Enrique Iglesias                    |
| Kelly & Alec     | 30 (10,10,10) | Freestyle | "Let's Get Loud"—Jennifer Lopez                |

### Hors Compétition (Semaine 7)
Dance-off
| Couples          | Score         | Style       | Musique                                            |
| ---------------- | ------------- | ----------- | -------------------------------------------------- |
| Kelly & Alec     | 25 (7,9,9)    | Cha-Cha-Cha | "Lady Marmalade"—Patti LaBelle                     |
| Kelly & Alec     | 24 (9,7,8)    | Quickstep   | "Diamonds Are a Girl's Best Friend"—Marilyn Monroe |
| Kelly & Alec     | 25 (8,8,9)    | Freestyle   | "Get the Party Started"—Pink                       |
| John & Charlotte | 22 (7,8,7)    | Rumba       | "The Look of Love"—Anita Baker                     |
| John & Charlotte | 30 (10,10,10) | Valse       | "You Light Up My Life"—Debby Boone                 |
| John & Charlotte | 25 (8,8,9)    | Freestyle   | "I Am What I Am"—Gloria Gaynor                     |

## Danses exécutées
| Couple             | Semaine 1   | Semaine 2 | Semaine 3 | Semaine 4 | Semaine 4       | Semaine 5 | Semaine 5  | Semaine 6 | Semaine 6 |
| ------------------ | ----------- | --------- | --------- | --------- | --------------- | --------- | ---------- | --------- | --------- |
| Kelly et Alec      | Valse       | Rumba     | Jive      | Samba     | Valse Viennoise | Foxtrot   | Paso Doble | Samba     | Freestyle |
| John et Charlotte  | Cha-cha-cha | Quickstep | Tango     | Samba     | Valse Viennoise | Foxtrot   | Paso Doble | Quicktep  | Freestyle |
| Joey et Ashly      | Cha-cha-cha | Quickstep | Jive      | Samba     | Valse Viennoise | Foxtrot   | Paso Doble |           |           |
| Rachel et Jonathan | Valse       | Rumba     | Tango     | Samba     | Valse Viennoise |           |            |           |           |
| Evander et Edyta   | Cha-cha-cha | Quickstep | Jive      |           |                 |           |            |           |           |
| Trista et Louis    | Valse       | Rumba     |           |           |                 |           |            |           |           |

Légende :
- Danse avec le meilleur score
- Danse avec le plus petit score
- Danse non notée